# Bedarfsverschiebung
Bedarfsverschiebung (oder Nachfrageverschiebung; englisch demand shift) ist in der Volkswirtschaftslehre eine Veränderung der Nachfrage nach bestimmten Gütern oder Dienstleistungen, die jedoch nicht zur Veränderung der Gesamtnachfrage führt. Gegensatz ist die Angebotsverschiebung.

## Allgemeines
Bedarfsverschiebungen können zu einer Erhöhung oder einer Senkung der Nachfrage führen. Sie sind auf das geänderte Konsumverhalten oder die geänderte Investitionsnachfrage zurückzuführen. Bedarfsverschiebungen können ein einzelnes Unternehmen oder ganze Wirtschaftszweige betreffen. Auch die gesamte Volkswirtschaft kann hiervon betroffen sein, wenn die Bedarfsverschiebung zu Importen führt oder aus Exporten resultiert. Es ist Aufgabe der Kundenberatung und des Marketings der Unternehmen, solche Bedarfsverschiebungen frühzeitig zu erkennen und durch Anpassung zu begegnen.

## Ursachen
Ursachen von Bedarfsverschiebungen können insbesondere Einkommen, Modewandel, Preisveränderungen, neue Substitutionsgüter, technischer Fortschritt oder Werbung sein. Erhöht sich beispielsweise das Einkommen der Privathaushalte, so können diese Güter erwerben, die einer Hochpreisstrategie unterliegen. Ändert sich die Mode, etwa weil Pelze aus Tierschutzgründen kaum noch nachgefragt werden, verschiebt sich die Nachfrage auf andere substituierende Kleidung. Hermann Heinrich Gossen führte als erstes Beispiel für die Entstehung von Arbeitslosigkeit im Jahre 1854 die Puderhersteller und Perückenmacher an, als nach der französischen Revolution (1789) das Pudern und Perückentragen aus der Mode kam. Eine Preiserhöhung bei Butter lenkt die Nachfrage möglicherweise zur Margarine. Technischer Fortschritt hat dazu geführt, dass die Nachfrage nach Schallplatten nahezu versiegte und stattdessen die Compact Disc aufstieg. Hinter Werner Sombarts Begriff der „Surrogierung“ verbirgt sich die Herstellung von Substitutionsgütern für teure Luxusgüter in Form von Nachahmerprodukten durch Billigware. Hier ergab sich eine Nachfrageverschiebung zu Lasten der Luxusgüterindustrie und zu Gunsten der Billigwarenindustrie.
Schließlich können Bedarfsverschiebungen zu einer teilweisen Verlagerung der Binnennachfrage ins Ausland führen, was Importe zur Folge hat. Ursache können vor allem Kostenvorteile des Auslands sein.

## Arten
Generell ist zu unterscheiden zwischen einer quantitativen und qualitativen Bedarfsverschiebung. Erstere betrifft das Absatzvolumen, letztere die nachgefragte Produktqualität/Dienstleistungsqualität. Eine qualitative Bedarfsverschiebung wird nicht selten von quantitativen Nachfrageänderungen begleitet oder gefolgt sein, weil geänderte Qualitätsanforderungen sich auch auf die Nachfrage auswirken.

## Wirtschaftliche Aspekte
„Dynamische Märkte“ sind durch technischen Fortschritt auf der Anbieterseite und Bedarfsverschiebungen auf der Nachfragerseite gekennzeichnet. Eine Bedarfsverschiebung wirkt sich auf die Nachfragefunktion aus. Diese verschiebt sich nach rechts, wenn die Anzahl der Privathaushalte steigt, der Preis für Produktionsfaktoren oder Substitutionsgüter steigt, der Preis für Komplementärgüter sinkt, sich das Einkommen der Privathaushalte erhöht oder sich die Präferenzen zu Gunsten von Gütern/Dienstleistungen verändern. Bei umgekehrten Verhältnissen verschiebt sich die Nachfragefunktion nach links.
Eine Bedarfsverschiebung verändert die Nachfrage nach einem bestimmten Produkt oder Dienstleistung zu Gunsten anderer Produkte/Dienstleistungen. Die vom Markt induzierte Angebots- und Bedarfsverschiebung der Unternehmen ergibt sich aus dem Opportunitätsprinzip, nach dem rational handelnde Wirtschaftssubjekte (vor allem Unternehmen und Privathaushalte) stets bestrebt sind, die Summe der Gewinne oder ihrem Nutzen aus ihren sämtlichen Aktivitäten zu maximieren (Gewinnmaximierung, Nutzenmaximierung). Auch Bedarfsverschiebungen der Privathaushalte können vor allem bei Gütern des täglichen Bedarfs das Ergebnis rationaler Opportunitätserwägungen sein. In weiten Bereichen wie etwa bei Luxusgütern sind sie jedoch eher das Ergebnis irrationaler Wünsche und nicht das Resultat messbarer Bedürfnisse. In Privathaushalten führt das Angebot eines neuen, attraktiveren oder preisgünstigeren Gutes zu einer Bedarfsverschiebung zu Lasten von Gütern mit einem geringeren Nutzwert. Die Produktinnovation soll einerseits dem technischen Fortschritt gerecht werden, andererseits aber auch die Bedarfsverschiebung auf Seite der Nachfrager kompensieren.
Bedeutsame Bedarfsverschiebungen können sich auf den Arbeitsmarkt auswirken, wenn Arbeitskräfte in betroffenen Märkten entlassen werden müssen, während in begünstigten Märkten Fachkräftemangel herrscht. Wegen ihrer unterschiedlichen Qualifikation können die Arbeitskräfte nicht ohne weiteres wechseln, es kommt zur strukturellen Arbeitslosigkeit. Dieser Strukturwandel entsteht durch Nachfrageverschiebungen im Land selbst.